# SaferSurf
SaferSurf je program za siguran rad u internetskom pregledniku. Osim što nudi anonimnost na internetu, ima razne druge funkcije, kao što je usluga geolociranja putem posredničkog poslužitelja kako bi se zaobišla ograničenja pojedinih država. Krilatica mu glasi "Tearing Down Country Borders in the Web" (Rušimo državne granice na webu). SaferSurf radi centralno na poslužitelju i ne treba mu instalacija na računalo.
SaferSurf je stvorila i razvila ekipa iz Nutzwerka, njemačke softverske tvrtke sa sjedištem u Leipzigu koja razvija internetske tehnologije. 
Dobio je certifikat TÜV 2005., 2006., 2007., 2008. i 2009. godine. Testiran je na širok spektar virusa i lažnih uzbuna.

## Funkcionalnost
SaferSurf pruža razne funkcije:
- Zaštita od štetnog softvera: Zahtjevi s interneta koji bi mogli biti opasni prosljeđuju se putem SaferSurfova proxyja koji provjerava sadrže li podatci štetni softver prije nego što stignu do računala. Ako se otkriju opasni ili nepoželjni podatci, uklanjaju se iz tijeka podataka na internetu.
- Zaštita anonimnosti: SaferSurf poziva internetske stranice u ime korisnika, pa je nemoguće spremiti korisnikov IP broj. Osim toga, kad god korisnik prelazi s jedne internetske stranice na drugu, SaferSurf iz tijeka podataka briše informacije o prosljeđivanju. Napokon, daje popis poznatih "njuškala".
- Zaštita elektroničke pošte od spama i phishinga.
- Brži pristup internetu: brzi poslužitelji s vezom od 1 gigabita.
- Pristup blokiranim internetskim stranicama: Unblock Stick omogućava korisniku da zaobiđe firewall i druga ograničenja na internetu a da mu ne trebaju administrativna prava na računalu. Kad je uključen privatni način rada, internetski preglednik neće spremati tragove korisnikovih djelatnosti.
- Određivanje maksimalnog trajanja cookieja.
- Odblokiranje videa na YouTubeu i drugim medijskim portalima: različite lokacije SaferSurfovih proxyja zaobilaze ograničenja pojedinih država, dok internetske stranice zadržavaju punu funkcionalnost zbog posebnog SSL-Proxy poslužitelja koji izravno učitava stranicu pomoću šifrirane veze. Funkcija geolokacije omogućava korisniku da preuzme IP određene države.
- Ne sprema korisnikov IP broj: tako čak ni SaferSurf ne može povezati korisnika s pretraženim sadržajima.

## Osvrti
Kad je 2003. godine izdan SaferSurf, mediji su hvalili njegovu brzinu. List "Hamburger Abendblatt" je pisao: "Surfajte do deset puta brže, i to bez virusa: to je usluga koju nudi tvrtka Nutzwerk. (...) Čak i sa sporim modemom podatci brže stižu do cilja (...)" "Pocket PC Magazine" je komentirao: "Zbilja, uz pomoć SaferSurf Speed, internetske stranice prikazuju se do tri puta brže (...) SaferSurf Speed funkcionira neovisno o ISP-u i internetskoj vezi (standardni modem, ISDN, DSL, mobilne komunikacije, LAN itd.) koju koristite."
Drugi su mediji više isticali anonimnost i zaštitu. Računalni časopis dnevnog lista "Bild" testirao je više programa za anonimnost na internetu i naveo "pouzdanu anonimnost" kao jednu od prednosti SaferSurfa. Iste je godine "Macworld" hvalio njegov servis za uklanjanje spama.

## Vanjske poveznice
- Službena stranica (njem.)